# مدفع محرم الرشاش
مدفع محرم الرشاش هو مدفع رشاش من نوع جاتلينج سداسي السبطانة للدفاع البحري إيراني الصنع، ذو عيار 50 ملم، طور محليًا من قبل الحرس الثوري الإسلامي. يتم تركيب هذا السلاح في الغالب على شاحنات البيك آب والمركبات الخفيفة الأخرى، وكذلك على السفن البحرية. السلاح يعمل بالطاقة الخارجية، وقادر على إطلاق 2500 طلقة في الدقيقة. كُشف عن هذا المدفع في عرض عسكري بتاريخ 18 أبريل 2014، حضره الرئيس الإيراني حسن روحاني وقادة عسكريون آخرون.